# Линкълн (окръг, Уайоминг)
Вижте пояснителната страница за други значения на Линкълн.
Окръг Линкълн (на английски: Lincoln County) е окръг в щата Уайоминг, Съединени американски щати. Площта му е 10 590 km², а населението – 19 110 души (2016). Административен център е град Кемерър.